# Fort Oglethorpe
Fort Oglethorpe ist eine Stadt im US-Bundesstaat Georgia und Teil der Countys Catoosa und Walker. Sie hat 9994 Einwohner (Stand: 2019) und ist Teil der Metropolregion Chattanooga.

## Geschichte
Die US-Armee errichtete einen Kavallerieposten am Standort von Hargrave, einer gemeindefreien Siedlung, die neben dem Chickamauga National Battlefield liegt. Die bestehende Siedlung wurde nach einem Soldaten der Konföderierten, William Hamilton Hargrave, benannt, der zusammen mit seiner Frau Amelia Cecilia Strange-Hargrave den Großteil des Landes in der Gegend besaß. Das Ehepaar war im 19. Jahrhundert bei Reisenden, die von LaFayette, Georgia, nach Ross’s Landing am Tennessee River unterwegs waren, gut bekannt. William Hargrave und andere Landbesitzer in der Gegend wurden gezwungen, ihr Land an die Armee zu verkaufen, um es als Stützpunkt für die 6. Kavallerie zu nutzen. Der 1902 von der US-Armee eingerichtete Chickamauga-Posten wurde später nach James Oglethorpe, dem Gründer der Kolonie Georgia, Fort Oglethorpe genannt. Während des Ersten und Zweiten Weltkriegs diente das Gebiet als Einberufungs- und Ausbildungszentrum und beherbergte auch deutsche Kriegsgefangene. Fort Oglethorpe war während des Zweiten Weltkriegs ein wichtiges Ausbildungszentrum für das Women’s Army Corps. Das Gelände wurde 1947 für überflüssig erklärt und in zivile Hände zurückgegeben und bildete die Keimzelle für die heutige Stadt, die 1949 gegründet wurde.

## Demografie
Nach der Schätzung von 2019 leben in Fort Oglethorpe 9994 Menschen. Die Bevölkerung teilte sich im selben Jahr auf in 86,9 % Weiße, 3,8 % Afroamerikaner, 0,4 % amerikanische Ureinwohner, 3,3 % Asiaten, 0,3 % Ozeanier und  5,1 % mit zwei oder mehr Ethnizitäten. Hispanics oder Latinos aller Ethnien machten 1,0 % der Bevölkerung aus. Das mittlere Haushaltseinkommen lag bei 45.394 US-Dollar und die Armutsquote bei 13,0 %.